# Schoenoplectus osoreyamensis
Schoenoplectus osoreyamensis är en halvgräsart som först beskrevs av M.Kikuchi, och fick sitt nu gällande namn av Eisuke Hayasaka. Schoenoplectus osoreyamensis ingår i släktet sävsläktet, och familjen halvgräs. Inga underarter finns listade i Catalogue of Life.